# Branchiomaldane labradorensis
Branchiomaldane labradorensis är en ringmaskart som beskrevs av Fournier och Fred R. Barrie 1987. Branchiomaldane labradorensis ingår i släktet Branchiomaldane och familjen Arenicolidae. Arten har ej påträffats i Sverige. Inga underarter finns listade i Catalogue of Life.